# Rhinocypha watsoni
Rhinocypha watsoni är en trollsländeart som beskrevs av Van Tol och Frank G. Rozendaal 1995. Rhinocypha watsoni ingår i släktet Rhinocypha och familjen Chlorocyphidae. IUCN kategoriserar arten globalt som livskraftig. Inga underarter finns listade i Catalogue of Life.